# Confederación General del Trabajo (Francia)
La Confederación General del Trabajo (en francés: Confédération générale du travail - CGT) es una organización sindical de Francia fundada el 23 de septiembre de 1895 en Limoges. Originalmente apolítica, propugnaba la organización voluntaria de la sociedad desde los sindicatos, y posteriormente fue derivando a posturas muy diferentes.

## Historia
Fue la principal organización que agrupó a los trabajadores franceses antes de la Primera Guerra Mundial. En 1921 se produce una escisión entre reformistas (principalmente socialistas) y revolucionarios (comunistas), creando estos últimos la CGT–Unitaria. Se produciría la reunificación en 1936, en el contexto del acercamiento entre socialistas y comunistas que se vivía en toda Europa.
En 1940 el gobierno colaboracionista de Vichy disuelve e ilegaliza la CGT y las confederaciones sindicales afiliadas. En 1943, en la clandestinidad, se reunifica la CGT.
Desde la liberación de Francia en 1944, la CGT se convirtió en el principal sindicato del país al reunir en su seno a casi todo el mundo sindical. La llegada de la Guerra Fría y la hegemonía del Partido Comunista Francés (PCF) dentro de la confederación produjo la salida de las facciones democristianas y socialdemócratas (Fuerza Obrera, 1948) quedando como un sindicato claramente procomunista. Aun sufriendo cierta erosión en el porcentaje de afiliados, la CGT ha seguido siendo el principal sindicato de Francia y, a pesar de la debacle electoral de los comunistas franceses desde 1981, el sindicato no ha sido superado en número de afiliados e importancia por ningún otro. 

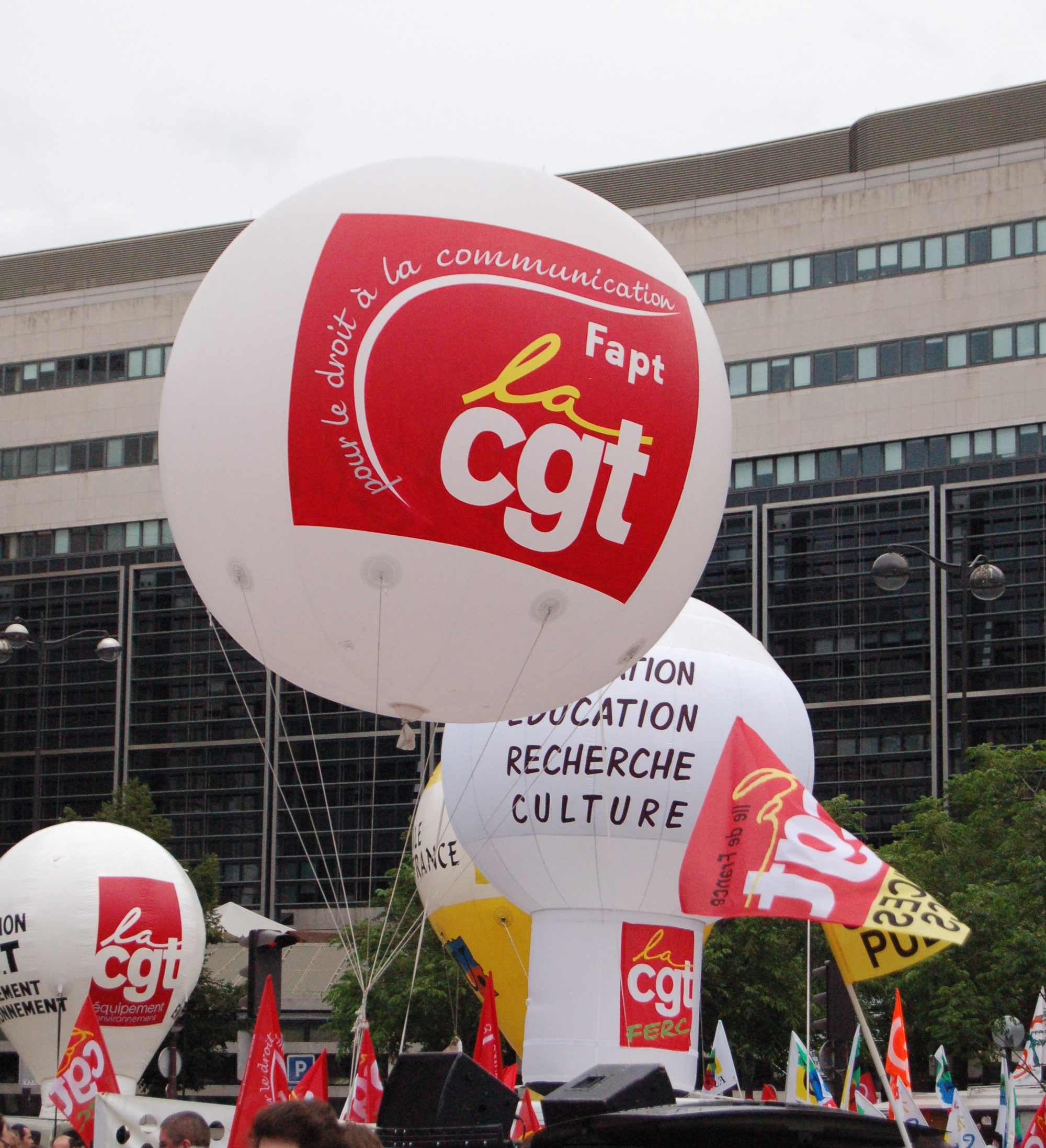
Globo con el logo de la CGT durante una manifestación celebrada el 31 de mayo de 2011.

En los últimos años la CGT se ha ido librando parcialmente de la tutela comunista, acercándose a la socialdemocracia. Con todo, sigue estando fuertemente vinculada al PCF.
Su secretaria general es Sophie Binet desde el 31 de marzo de 2023.